# 林茂 (越南)
林茂（越南语：／；1888年—？年），字菊畦（越南语：／），號少英氏（越南语：／），越南阮朝官員，明鄉人。

## 生平
林茂是承天府香茶縣永治總明鄉社（今屬承天順化省香茶市社香榮社明鄉村）人，同慶三年（1888年）出生，林森之子。維新六年（1912年），林茂參加承天場鄉試，考中解元。後任干祿訓導。

## 文學
林茂著有《天南故事瓊林》，《南風雜誌》認為該書“內容比中國人所著的《故事瓊林》，真無遜色。頗純用本國事，最足令人起祖國歷史觀念。”